# Creature House Expression
Creature House Expression 是一個矢量繪圖軟件，原本是由一間名為 Creature House 的香港公司開發，後來這間公司輾轉易手，賣給 Ray Dream，Ray Dream 後來跟 Fractal Design 合併，及後 Fractal Design 又再跟 MetaTools 合併而成為 MetaCreations。接下來 MetaCreations 將其下的軟件部門分拆出售，Expression 軟件的版權又重回它的創辦人 徐迢之(Alex Hsu) 及 Creature House 公司手中。
此後 Creature House 分別推出 Expression 2.0 及 3.0 版。到了 2003 年 9 月，消息傳出 Microsoft 收購了 Creature House，並把旗下的 Expression 矢量繪圖與 Living Cels 動畫技術收歸未來的 Sparkle 架構之中。
到了 2004 年 6 月左右，Microsoft 把更新的 Expression 3.3 版釋放出來給用戶免費下載 （需註冊 Hotmail Passport 帳號），而且同時提供了 Mac OS X 版及 Windows 版。另外，Expression 3.3 的介面已經全面中文化，以利廣大中文用戶。
於 2005 年 6 月，Microsoft Expression 推出了新的測試版本，代號名為 AcrylicArchive.today的存檔，存档日期2013-04-25：這個新版本正處於測試階段。Acrylic 的一些新功能介紹可參考 這個英文網頁。06年12月，Creature House Expression已融入Microsoft Expression Studio中的Microsoft Expression Design。

## 支持文件格式
可以打開PSD、AI、WMF等格式，導入BMP、GIF、ICO、JPEG、PNG、TIFF等格式，導出PNG、JPEG、GIF、TIFF、BMP、PSD、PDF等格式。

## 相關文章及資源
- 下載 Creature House Expression 3.3（免费，需註冊，並無使用日期限制）
- 下載 Microsoft® Expression® Graphic Designer September 2006 Community Technology Preview（页面存档备份，存于）（需註冊，使用限期為2006年12月31日）（页面存档备份，存于）
- zonble's prompt blog:
  - 從 Expression 3 說起
  - Expression 的描圖紙功能（暨最簡單的向量繪圖教學）
- The GIMP 及 2D 向量繪圖軟體介紹，當中有介紹 Expression

- （日文）Expression Users Link
- （英文）Yahoo! expression3 討論群
- （英文）在 Linux 上使用 WINE 安裝及執行 Expression 3.3

## 美術作品樣本
- Microsoft 官方網站：Expression 矢量美工展示（页面存档备份，存于）（提供了 *.XPR 樣本下載）